# Павел Йоанович
Павел Йоанович, известен като Павел от Кримин, е възрожденски архитект, автор на много църковни сгради на Света года, както и на католикона на Рилския манастир „Рождество Богородично“.

## Биография

### Ранен период
Павел Йоанович е роден в югозападното македонско село Кримин, Ляпчищко във втората половина на XVIII век. Баща му Йоан е автор на църквата „Успение Богородично“ в Зографския манастир от 1764 година, а в 1777 година неговият съселянин Дионисий като манастирски протоигумен дарява средства за изграждането на гробищната църква „Свето Благовещение“ и съвсем естествено би могъл да го покани да осъществи и това строителство. Появата на майстор Павел на Света гора би могла да се дължи и на баща му и това обяснява архитектурната еднаквост на старата зографска църква „Успение Богородично“ с тази на новата от 1801 година.
Йоанович става известен строител на църковни сграда, тъй като в В „Описание болгорского свещеного манастьіря Рьілского“, направено в средата на XIX век от Неофит Рилски пише, че е „освидетелствуван в изкуството си от други церкви изрядни, които направил по други места“. Името на Павел от Кримин би могло да се свърже и с главния архитект на самостоятелния владетел Али паша Янински Павел от Корчанско, тъй като Кримин е сравнително близо до Корча. Павел от Корча е авгор на дворците на Али паша в Янина. Албанската изкуствоведка Дорка Дамо в личен разговор с архитект Николай Тулешков заявява, че върху една от църквите в Москополе имало майсторски надпис, упоменаващ „Па(в)ли от с. Крими(н)“.

### Светогорски период
Според професор Асен Чилингиров от сметководната книга за строителството на католикона на Зографския манастир „Свети Георги“ се разбира, че строителствоно на храма е започнато в 1801 година от група майстори от село Кримин – майстор Йоан и синовете му Тома, Димо, Павел и Ян, както и внуците му Георги и двама Томовци. Според Чилингиров водещият строител е бил майстор Павел Йоанович, тъй като е записан като най-дълго присъствал на строежа и като координатор на всички дейности. В Зограф според Тулешков Павел Йоанович построява и часовниковата кула в 1810 година.
Според Асен Чилингиров от 1800 до 1821 година криминските майстори построяват още няколко църкви на Света гора. От 1806 до 1810 строят католикона „Възнесение Господне“ на манастира Есфигмен. Според Чилингиров известният от от строителния надпис на църквата майстор Павел не е произхождал от Тинос като се смята, а според Зографската сметководна книга от Тинос майсторите от Кримин са доставяли мрамор и може би и мраморни елементи за строежите си. Според архитект Николай Тулешков дело на майстор Павел е и трапезарията в манастира Есфигмен, построена около 1806 - 1810 година.
Успоредно със строителството на католикона на Зограф, между 1802 и 1804 година майстор Павел преустройва и католикона на Хилендарския манастир „Въведение Богородично“. По-късно в 1819 - 1820 година в Хилендар строи северозападното крило на манастира.
В 1814 година Павел Йоанович завършва строителството на нартекса и екзонертекса на „Свети Атанасий Атонски“ - съборната църква на главния атонски манастир Великата Лавра. Между 1809 и 1819 година от Павел Йоанович е построена и „Свети Георги Победоносец“ - новата съборна черква на манастира Ксенофонт. В 1817 година Павел Йоанович се заема със строежа и на „Сретение Господне“, католикона на манастира „Свети Павел“, който обаче е прекъснат от избухналата в 1821 година Гръцка война за независимост, пренесла се и на Халкидика, където избухва Халкидическото въстание.
На Света гора дело на Павел Йоанович са и камбанарията на „Успение Богородично“ в Карея и зимната църква в манастира Ватопед. При употребата му на смесена зидария процентът на тухлените площи е много голям, дори преобладаващ. Аркадите са от редуващи се по две тухли и камък и аркираните отвори са на места две или тристъпални, което дава на куполите престижност. Това се допълва и от вградени каменни полуколони, които маркират чупките, както и с вълнообразните корнизи на куполите, повтарящи системата от вписани една в друга арки.

### Рилски католикон
Според Чилингиров след 1821 майстор Павел строи в Македония главно джамии, тъй като църковното строителство е спряно при репресиите предизвикани от Гръцкото въстание. Текст на Виктор Григорович, посетил Рилския манастир в 1845 година, може би сочи че след 1821 година майстор Павел се е заселил в Битоля: „Със строителството [на рилския католикон] са се занимавали само българи. По нейната архитектура и украса може да се правят изводи за многобройните дарби и вкуса на трудолюбивия народ. Битолските българи са били нейни архитекти, разложките и самоковските - живописци“.
От 1834 до 1837 година Павел Йоанович строи главната църква „Рождество Богородично“ на Рилския манастир. Оставя надпис на мраморна плоча върху западната фасада на притвора: „1835 Прѡтомасторъ церкви сеѧ стыѧ Паѵль Іѡанович ѿ Сїсанійскїѧ епархїи ѿ село Крїмин“, а на съседна плоча са изписани имената на помощниците „1835 Кристе Димо Іѡанно ѿ село Крімин“. Така според надписите строители са Павел Йоанович, брат му Димо Йоанов и майстор Кръсте от Кримин.
След завършването на църквата се връща в Битоля и на 28 март 1842 година Йованович от Битоля пише за последен път до Рилския манастир. Това битолско писмо потвърждава хипотезата, че и преди строежа на рилския католикон майстор Павел със семейството си се е установил в Битоля и те са „битолските българи“, споменати от Григорович. Вероятно негово дело са някои от джамиите в Битоля от това време. Възможно е той да е строителят и на Битолския безистен - постройка съвместяващи традиционните средновековни традиции и влиянието на европейската архитектура на търговски сгради от средата на XIX век.
Вероятно майстор Павел умира в Битоля.

## Памет
Името „Майстор Павел от Кримин“ носи улица в българската столица София (Карта).